# Gilles Dauxerre
Gilles Dauxerre est un journaliste français, né le 3 novembre 1952 à Château-Gontier (Mayenne).

## Carrière
Après des études scientifiques (classes de mathématiques supérieures puis de mathématiques spéciales), Gilles Dauxerre commence sa carrière à Beauce Matin, édition régionale du Parisien libéré en 1976. En 1977, il rejoint la rédaction du quotidien régional L'Écho républicain (Chartres) en tant que reporter puis comme chef d'édition. En 1984, il devient rédacteur en chef et éditorialiste du quotidien L'Yonne républicaine (Auxerre). En 1999, il est nommé rédacteur en chef et éditorialiste du quotidien régional Paris Normandie (Rouen). En mai 2004, il devient directeur de la rédaction et éditorialiste du quotidien régional La Provence (Marseille). En janvier 2008, il est amené à quitter ce journal après son rachat par le Groupe Hersant Média. Depuis 2009, Gilles Dauxerre est conseil en communication de proximité. Il a dirigé sa société Gilles Dauxerre Conseil jusqu'en 2014. En 2015, il a créé son entreprise indépendante, TEAM Conseil, spécialisée dans la communication sensible et la formation.